# Philip Astley
Philip Astley (Newcastle-under-Lyme, 8 gennaio 1742 – Parigi, 20 ottobre 1814) è stato un cavallerizzo inglese.
Proprietario di circo e inventore, è considerato il " padre del circo moderno ". Il circo moderno, come esperienza di intrattenimento integrata che include musica, animali ammaestrati, acrobati e pagliacci, fa risalire la sua eredità alla scuola di equitazione che Astley ha fondato a Londra in seguito al successo di spettacoli di equitazione offerti da lui e sua moglie Patty Jones nel 1768., e in seguito evoluta nell'Anfiteatro di Astley. Il primo concorrente di Astley fu l'acrobata equestre Charles Hughes, che aveva precedentemente lavorato con Astley. Insieme a Charles Dibdin, un famoso autore di pantomime, Hughes aprì un anfiteatro rivale a Londra, che Dibdin chiamò Royal Circus e Equestrian Philharmonic Academy .